# Tarjeta de encaje

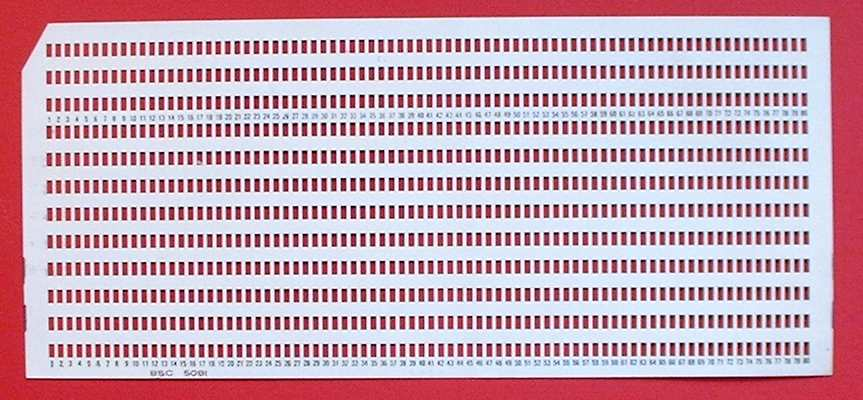
Una tarjeta de encaje de los principios de los años 70.

Una tarjeta de encaje (tarjeta ventilador, whoopee card o IBM doily) es una tarjeta perforada con todos los hoyos posibles perforados.

## Problemas
Los lectores de tarjetas tendían a atascarse cuando una tarjeta de encaje era introducida, como resultado de que la tarjeta tuviera una fuerza estructural demasiado débil como para evitar doblarse dentro de los mecanismos.
Los perforadores de tarjetas también podían atorarse intentando producir tarjetas con todos los hoyos perforados, debido a problemas de alimentación eléctrica.

## Solución
Cuando una tarjeta de encaje se encajaba en un lector, se utilizaba una tarjeta cuchillo para liberar el atascamiento.

## Evolución
Equivalentes más modernos incluyen:
- Black fax: Ataque en el cual se enviaban páginas enteras en negro a una máquina de fax para agotar su tinta.
- Denegación de servicio (DoS): Ataque realizado por una red para saturar a un servidor a raíz de la gran demanda de peticiones.